# 背負子

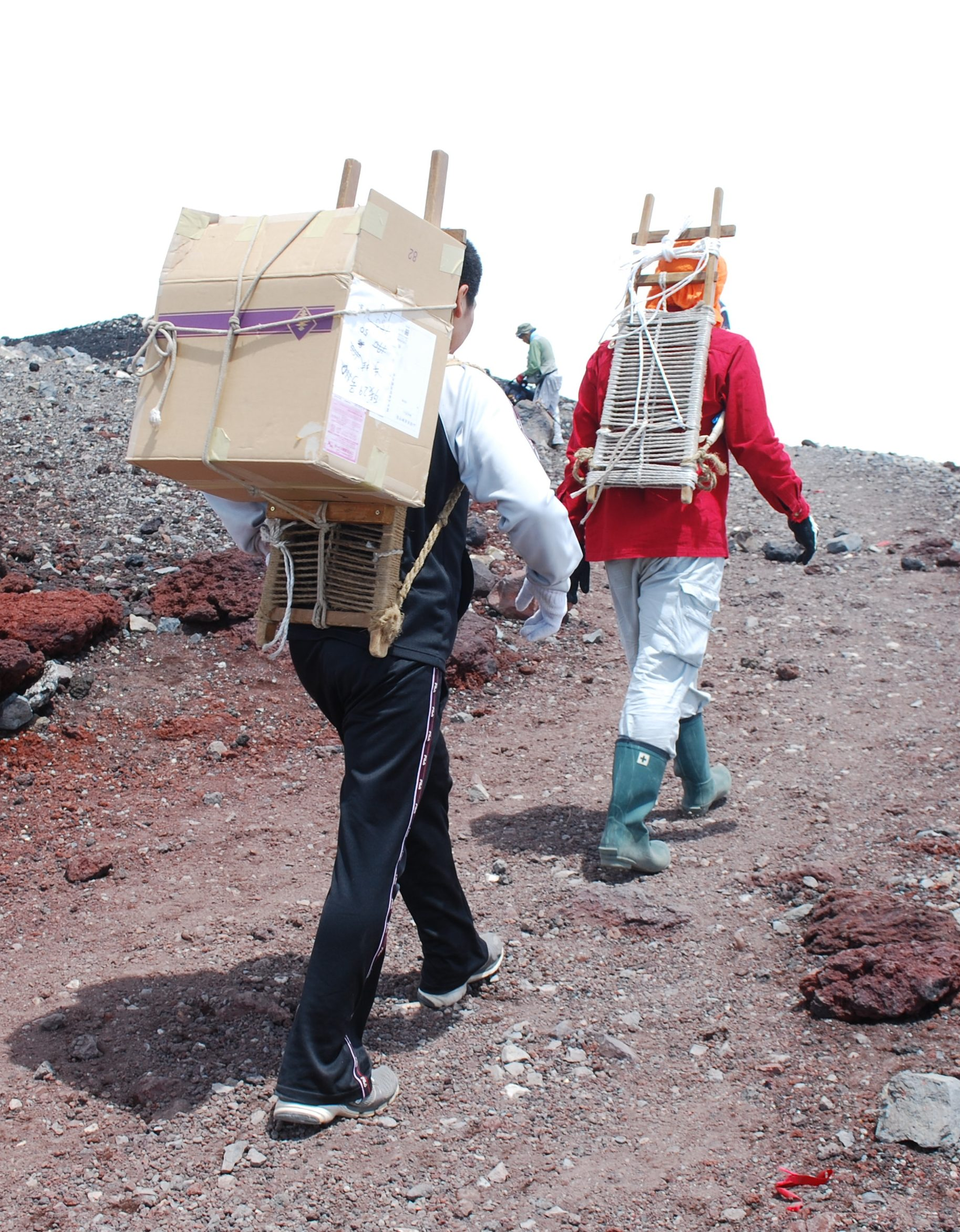
背負子を背負う富士山の山小屋の従業員

背負子（しょいこ）とは、荷物を括りつけて背負って運搬するための枠からなる運搬具。呼称にはしょいわく、おいこ、せいたなどがある。キャリーボーンもほぼ同様の構造のものである。

## 概要
山村における薪の運送など、自動車による輸送が普及するまで、主に長距離を運搬するための道具として用いられた。
木・竹やアルミニウムなどを用いた左右の縦棒に結合した枠に繊維や皮製の背負縄を取り付け、使用するたびに背当てを当てて用いる。背当てが背負子にあらかじめ取り付けられていることもある。比較的重い荷物を背中に背負って運ぶために用いるもので、同様の運搬具には背負籠や背負縄がある。
一般には左右両方に背負縄があるが、一本の背負縄で胸から掛けて用いるものもある。
背負子は荷物を木枠にくくりつけて用いるものであるが、木枠の下部に「爪」と呼ばれる荷台があるものとないものとがある。
長崎市のような急坂が多く自動車の進入が困難な地域では宅配便の配達や引っ越しなどにも背負子が使われている。

## 登山用品
1990年頃から軽金属製の背負子がアメリカ合衆国から持ち込まれ、それまで使われていた横長のバックパックよりも格好が良く背負いやすいことから若い登山者に受け入れられた。しかし高原やなだらかな尾根では良いのだが、岩場の多い北アルプスなどではパイプの出っ張った部分が岩にぶつかるたびに体が振り回され、険しい岩場であれば体ごと谷へ吹き飛ばされる危険もあり、統計には出ないがこれが原因の転落事故もかなり出ているはずとの指摘もあった。2-3年で廃れ、その後は縦長のリュックサックが主流となった。

## 関連用具
以下は背負う形式の運搬具。
木負子（きおいこ）
木製の梯子の形状をした背負い梯子で農作業や山仕事に利用された。
巻負子（まきおいこ）
ソヨゴ・ガマズミ・ネズなどで骨組みを作り藁縄を巻き付けた運搬具で肥料の運搬などに利用された。
背子（せご）
葦やガマを編んだ背負って用いる運搬具で、一升瓶などの運搬や山仕事に利用された。

## 防災用品
災害時の要救助者移送に背負子を活用する動きがあり、避難用に特化した背負子式避難器具の開発も行われている。